# Falso (lógica)
En Lógica, falso o no veraz es el estado de poseer un valor verdadero negativo o una conectividad lógica nula. En un sistema lógico proposicional de verdad-funcional es uno de los dos valores verdaderos propuestos, junto a su negación, la verdad. Las anotaciones usuales de falso son 0 (especialmente en el Álgebra de Boole y en ciencia de computadores), O (en notación polaca, Opq) y el símbolo de la tachuela ⊥.
Otro uso es el de varias teorías formales (por ejemplo, cálculo de lógica intuicionista) donde una constante proposicional (ej. un conectivo nulo, ⊥) es introducida y cuyo valor de la verdad es siempre falso. Esto puede tratarse como una proposición absurda y suele llamarse absurdidad.

## En lógica clásica y Álgebra de Boole
En Álgebra de Boole cada variable denota un valor de Verdad que puede ser tanto veraz(1) como falaz (0). En el cálculo proposicional clásico a cada proposición le será asignado un valor de verdad, sea verdad o falso. Algunos sistemas de la lógica clásica añaden símbolos dedicados para falso (0 o ⊥). Otros, por el contrario confían en fórmulas como p ∧ ¬p y ¬(p → p).
Tanto en la lógica Booleana como en los sistemas de lógica clásica, verdad y falso son contrarios respecto a la negación; La negación de falso resulta verdad y la negación de verdad es falso.
| {\displaystyle p} | {\displaystyle \neg p} |
| ----------------- | ---------------------- |
| Verdad            | Falso                  |
| Falso             | Verdad                 |

## Falaz, Negación y Contradicción
In la mayoría de sistemas lógicos, la negación, el condicional material y falso se relacionan como:
¬p ⇔ (p → ⊥)
Esta es la definición de negación en algunos sistemas, como en la lógica intuicionista, y puede ser probada en cálculo proposicional, donde la negación es una conectiva fundamental. Como p → p suele ser un teorema axioma, una consecuencia es que la negación de falso (¬ ⊥) sea verdad.
Una contradicción es cuando asumimos que el enunciado de una situación que surge es veraz y su demostración conlleva a demostrar que es falso (ej. φ ⊢ ⊥. Usando esta equivalencia, el hecho de que φ es una contradicción podría derivarse de, por ejemplo, ⊢ ¬φ). Una declaración que conduce a falso se llama a menudo contradicción . Las contradicciones y falso a veces no se distinguen, especialmente debido al término en latín "Falsum" que comenzó a usarse para denotar ambas. Sin embargo, falso es una proposición específica.
Los sistemas lógicos pueden o no contener el principio de explosión ("ex falso quodlibet", en latín), ⊥ ⊢ φ. Por este principio, las contradicciones y falso son equivalentes, desde que cada una conlleva a la otra.

## Consistencia
Una teoría formal empleando el conectivo "⊥" se define como consistente si y solo si falso no esta entre sus teoremas. En ausencia de constantes proposicionales, algunos substitutos como los mencionados antes pueden ser usados en su lugar para definir consistencia.